# Loukis Z. Pierides
Loukis Zeus Pierides, född 1865 på Cypern, död 1933, var svensk konsul i Brittiska Cypern 1911-1933. Pierides var son till Zeno Pierides och sonson till Demetrios Pierides.
Ända sedan 1700-talet har familjen Pierides haft stort inflytande på Cypern. 1883 var Demetrios Pierides involverad i tillkomsten av Cypriotiska museet i Nicosia. Dennes son Zeno Pierides utnämndes till svensk konsul på Cypern och grundade familjens rederi, bank och försäkringsbolag. Hans son Loukis Z. Pierides var svensk konsul 1911 till sin död 1933 (och var samtidigt konsul för Tyskland och Österrike). Han levde och verkade i Larnaca, där han var en av stadens ledande män med ett mycket brett kontaktnät.
Pierides var politiker, parlamentsledamot, vetenskapsman, tidningsman och antikvitetssamlare. 1922 föreslog han för professor Axel W. Persson att svenska arkeologer skulle komma till Cypern och genomföra utgrävningar. Pierides diskuterade även idén med kronprins Gustaf Adolf och skänkte senare ett antal antika föremål ur sin egen stora samling till kronprinsen. Einar Gjerstad blev utvald att åka till Cypern som ledare för den svenska Cypernexpeditionen. Under tiden på Cypern fungerade Pierides som de svenska arkeologernas beskyddare.
Pierides satt i den styrande kommittén för Cypriotiska museet. I parlamentet medverkade han till antagandet av en lag som medgav att svenskarna kunde få ta med sig mer än hälften av fynden från ön. Enligt förut gällande lag hade alla arkeologiska fynd tillfallit Cypriotiska museet, och utgrävarna hade endast fått rätt att publicera utgrävningarnas resultat.
Pierides brorson, Demetrios Pierides, upprätthåller än idag familjens tradition som svensk konsul på Cypern. 1974 donerade han familjens konstsamling på Pieridesmuseet i Larnaca till Pieridesstiftelsen som stöder cypriotisk kultur och vetenskap.